# Pernek (Horní Planá)
Pernek je vesnice, část města Horní Planá v okrese Český Krumlov. Nachází se asi 4 km na severozápad od Horní Plané, a to v Želnavské hornatině. Území Perneku sousedí s vodní nádrží Lipno. Je zde evidováno 97 adres. V Perneku je vesnická památková zóna (od 22. 9. 1995).
Pernek je také název katastrálního území o rozloze 11,25 km². V katastrálním území Pernek leží i Hory. 

## Historie
První písemná zmínka o vesnici pochází z roku 1440. Antonín Profous usuzuje, že název obce je odvozen z německého Bärenecke ve významu Medvědí kout. Pernek patřil do obvodu římskokatolické farnosti Želnava, po jejím zrušení patří (od 1.1.2020) do obvodu římskokatolické farnosti Volary. V roce 1930 zde v 53 domech žilo 291 obyvatel. V červnu 1931 obec postihl rozsáhlý požár. V roce 1938 byl Pernek v důsledku uzavření Mnichovské dohody přičleněn k Německé říši. Po druhé světové válce došlo k vysídlení Němců z Československa a většina německého obyvatelstva byla odsunuta. Americká armáda měla v Perneku polní nemocnici a muniční sklad; dne 12. 5. 1945 zde při výbuchu munice tragicky zahynulo 10 lidí a 21 lidí bylo zraněno.
Od poloviny 19. století do 31. 12. 1975 byl Pernek samostatnou obcí. Od 1. 1. 1976 je částí města Horní Planá. Osady Maňava a Pihlov zanikly – staly se součástí Horní Plané.

## Maňava

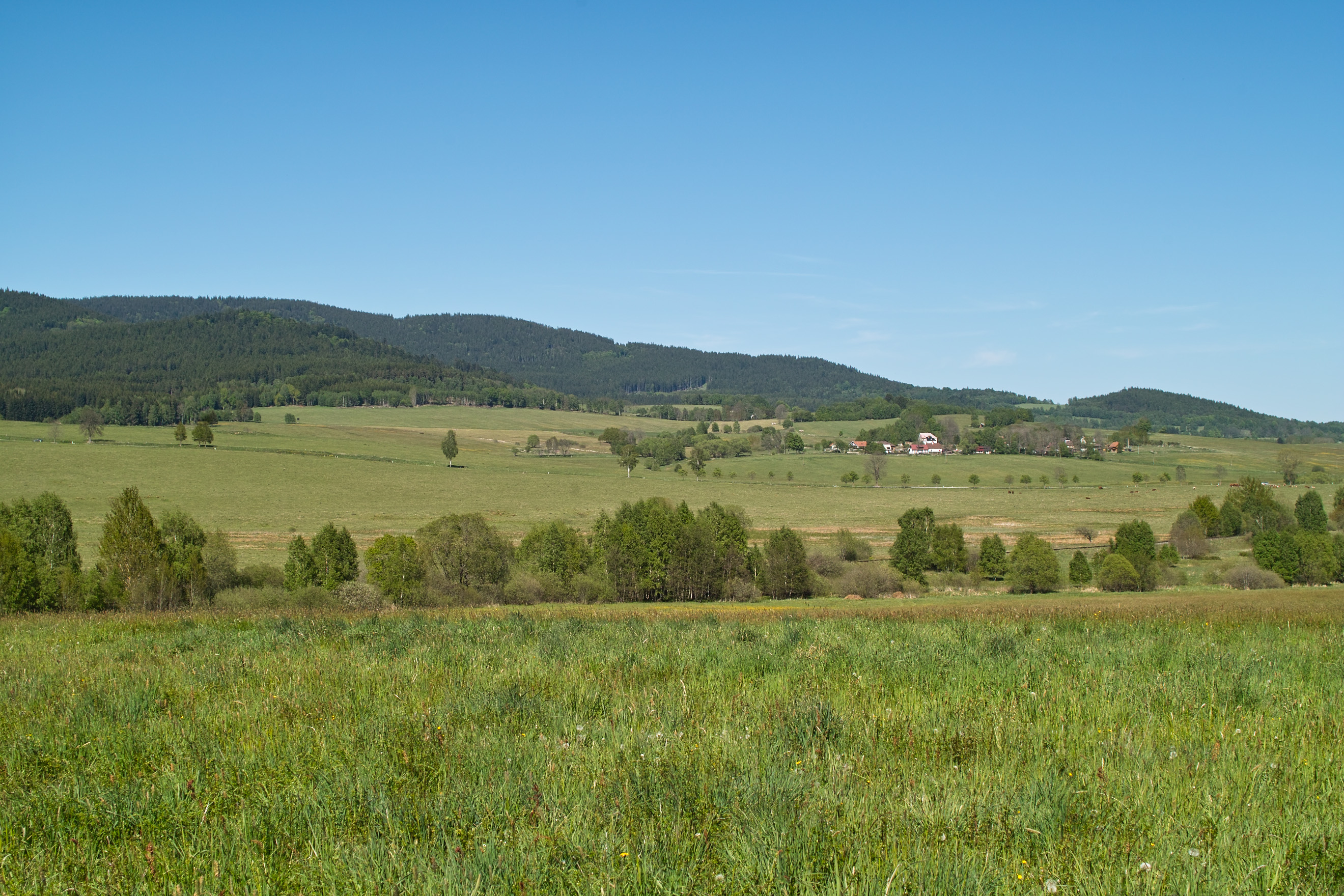
Maňava a okolí. Na snímku jsou dále patrné vrchy (vlevo od Maňavy) Nad Starou Hutí (1048 m), 1173 m, Špičák (1216 m), před ním 1001 m a zcela vlevo část vrchu Kapradinec 1083–1099 m

V katastrálním území Pernek leží bývalá osada Maňava (dříve Německá Maňava, německy Deutsch Haidl). Nad Maňavou se rozkládá (nezalesněný) Telecí vrch.
Zmínky pocházejí již z roku 1445 (tehdy byla osada označována jako Maniawa Theutunicalis), kdy byl vystavěn první dům. V roce 1653 je uváděno 10 usedlých. Roku 1921 zde stálo 22 domů s 226 obyvateli, o 9 let později vzrostl počet domů na 25 a počet obyvatel klesl na 196. Maňava byla částečně vysídlena po roce 1945, dochovaly se 4 původní domy, žijí zde 3 stálí obyvatelé.

## Pihlov

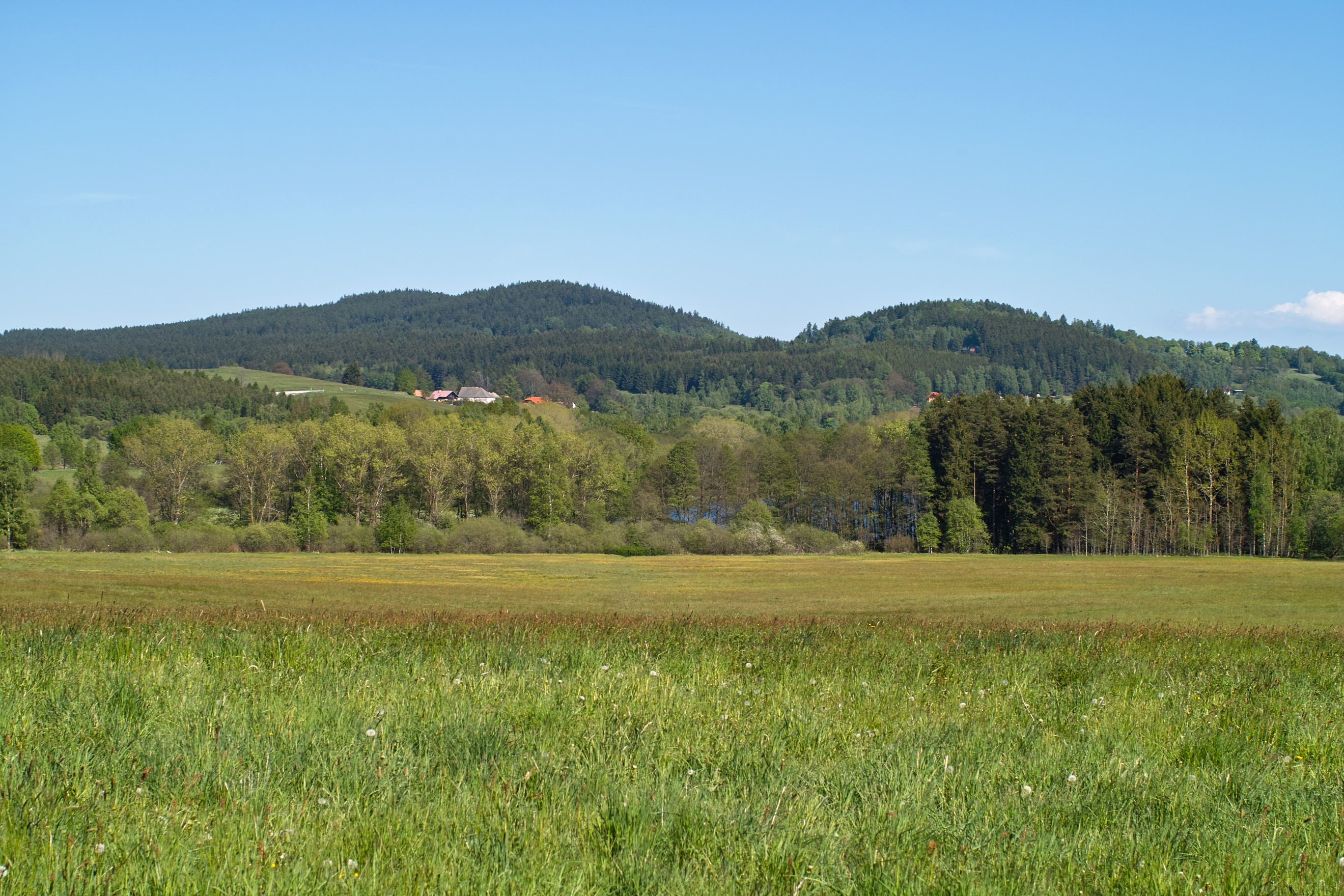
Pihlov a okolí. V pozadí na snímku se nad Pihlovem vypíná trojvrší Houbový vrch (907, 914 a 914 m).

U východního okraje katastru Pernek se rozkládá bývalá osada Pihlov (při silnici Horní Planá – Pernek), která je využívána především k rekreačním účelům.
První dům byl postaven roku 1400, roku 1445 je uváděn název Pichlow. Daňový svitek z roku 1653 uvádí čtyři usedlé. V roce 1910 zde stálo 10 domů se 107 obyvateli; roku 1930 počet obyvatel klesl na 84. Po roce 1945 byl Pihlov postupně vysídlen. Jihozápadně od vesnice leželo známé Srdce Vltavy. Z domku východně od vesnice pocházela dívka Johanna, kterou se nechal inspirovat Adalbert Stifter v novele Popsaná jedlička.

## Doprava
Železniční zastávka Pernek na Šumavě, v roce 2023 přejmenovaná na Pernek-Hory, na železniční trati České Budějovice – Černý Kříž je v blízkosti osady Hory. Pernekem prochází silnice I/39,